# Округ Кларк (Висконсин)
Округ Кларк (енгл. Clark County) је округ у америчкој савезној држави Висконсин.

## Демографија
По попису из 2010. године број становника је 34.690, што је 1.133 (3,4%) становника више него 2000. године.
| Група             | 2000.          | 2010.          |
| Белци             | 32.716 (97,5%) | 32.865 (94,7%) |
| Афроамериканци    | 43 (0,1%)      | 80 (0,2%)      |
| Азијати           | 101 (0,3%)     | 127 (0,4%)     |
| Хиспаноамериканци | 404 (1,2%)     | 1.292 (3,7%)   |
| Укупно            | 33.557         | 34.690         |